# Stolnica sv. Anastazije, Zadar
Stolnica v Zadru ali stolnica sv. Anastazije je triladijska romanska cerkev, ki stoji v Zadru na Hrvaškem.
Je največja cerkev v Dalmaciji. Zgrajena v dveh fazah v 12. in 13. st., z ohranjeno starejšo iz 9. in 11. st., ki je bila zgrajena na mestu starokrščanske bazilike. Začetki gradnje zadrske stolnice segajo daleč v zgodovino, še v 4. ali 5. st.

## Zgodovina
Prvi po imenu znan zadrski škof je bil Feliks, ki je sodeloval pri delu dveh senatov: v Ogleju 381 in v Milanu 390. Po izgradnji bazilike je bila ta posvečena sv. Petru, apostolu, a ko je zadrski škof Donat 804 ali 808 leta dobil od bizantinskega cesarja Nikefora  moč in pepel sremske mučenice sv. Anastazije, v Zadru imenovane Stošija, je bazilika dobila njeno ime. Sarkofag v katerem se hranijo ostanki sv. Stošije, je dal izdelati zadrski škof Donat in se hrani v stolnici na oltarju v severni apsidi, oziroma v njeni levi ladji. V novembru 1202 so Zadar po obleganju osvojili in razrušili Benečani s pomočjo vitezov 4. križarske vojne, je bila močno poškodovana tudi stolnica. Obnova je trajala celotno 13. st. in ko je bila končana, jo je ponovno 27. maja 1285 posvetil nadškof Lovro Periander. Pročelje s poznoromanskimi portali, ki ima v zgornjem delu pritlikavo galerijo s stebriči, zgrajeno leta 1324.
Zadrski zaščitnici Sv. Stošiji sta se poklonila tudi dva papeža. Papež Aleksander III. v času svojega obiska v Zadru leta 1177 je obiskal stolnico Sv. Stošije in njen grob, papež Janez Pavel II. pa jo je obiskal 9. junija 2003 ozirom se ji poklonil pred vhodnimi vrati.

## Notranjost
Notranjost stolnice je monumentalna. Glavna ladja je trikrat širša od stranskih, ki sta ločeni s kamnitimi stebri in slopi, ki se vrstijo izmenično. Prezbiterij je povišan, pod njim se nahaja kripta iz 12. st. V prezbiteriju so korne klopi izdelane v slogu razposajene gotike (delo Mateja Morozana, 1418-1450), nad glavnim oltarjem je zgodnjegotski ciborij iz 1322, za njim pa kamnit prestol - katedra - za nadškofa. Na severnem zidu je marmorni oltar sv. Dominika s sliko svetnika, prenesen iz istoimenske cerkve; naslednji oltar je posvečen dušam vic, delo beneškega kamnoseka Pietra Onega 1805; oltarna slika je delo Jakova Palme mlajšega; na koncu ladje je marmorni oltar z marmorno oblogo lika Srca Jezusovega; v apsidi je marmorni sarkofag relikvije sv. Stošije iz 9. st. z napisom škofa Donata, pa tudi ostanki fresk.
V južni ladji je marmorni oltar za relikvije; sledi oltar sv. Zakramenta, delo kiparja A. Vivianija iz leta 1718, zelo bogato okrašen s stebri in kipi, nad  tabernakljem Device Marije z mrtvim Kristusom, z Mojzesom in Elijo, na krilih večji kipi štirih evangelistov, nižje so liki kreposti in na antipediju Jagnje božje; južna ladja se konča z apsido na kateri so tudi ostanki fresk. Nad bočnimi ladjami se nahajajo galerije.
Šestlistna krstilnica, ki se naslanja na južni bok stolnice je bila porušena do temeljev v bombardiranju 16. decembra 1943. Faksimilno je bila obnovljena leta 1989.
Zakristija se je imenovala tudi kapel sv. Barbare. Njeni zidovi in apsida pripadajo najstarejšim delom stolnice, kot tudi talni mozaik s prikazom dveh jelenov, ki datira iz prve polovice 5. stoletja.
Pročelje stolnice kaže dovršeno harmonijo horizontalnih in vertikalnih linij. Na robovih pročelja sta vgrajena na levi lev, na desni bik, simbola evangelistov Marka in Luke. Glavni portal ima v luneti gotski relief Marije z detetom, desno je sv. Stošija, levo sv. Krševan. Ob bogato izdelanem portalu so vgrajene figure štirih apostolov v grobem reliefu. Levi portal ima v luneti mistično jagnje, na konzolah ob lokih pa figure Marijinega oznanjenja: angel in Marija sta starejša od portala. V luneti desnega portala je samo mistično jagnje.

## Zvonik
Zvonik zadrske stolnice je nastajal v dveh fazah. Pritličje in prvo nadstropje sta bila zgrajena leta 1452 (v času nadškofa Vallaressa), zgornja nadstropja pa med 1890 in 1894; po vzoru zvonika v Rabu ga je zgradil angleški arhitekt in umetnostni zgodovinar Thomas Graham Jackson. Tri novejša zgornja nadstropja zvonika imajo na vseh štirih straneh dvojne  bifore. Ravno steno krasijo stilizirani rastlinski mozaični okrasi, venci, ki delijo nadstropja rahlo izstopajo z mrežastim okrasom. Na vrhu zvonika se dviguje visoka zaključna osmerostrana piramida z medeninastk kipom angela.
Samo pet let po tem, ko je bil leta 1894 končan, so se pojavile poškodbe na spoju starega in novega dela. Arhitekt in konzervator Ćiril Iveković je ugotovil, da je to posledica vibracij težkih zvonov, zato so leta 1900 njihove železne nosilce zamenjali z lesenimi. Ima pet zvonov.